# Hardin (condado de Pike, Illinois)
Hardin está situado no condado de Pike, Illinois. De acordo com o censo de 2010, sua população era de 212 habitantes e tinha 105 unidades habitacionais.
De acordo com o censo de 2010, a cidade abrange uma área de 37.41 sq mi (96.9 km2), dos quais 37.39 sq mi (96.8 km2) é terra e 0.03 sq mi (0.078 km2) é água.